# Knut Söderblom
Lorentz Knut Söderblom, född 13 maj 1846 i Västanfors församling, Västmanlands län, död 14 december 1913 i Eskilstuna stadsförsamling, Södermanlands län, var en svensk ingenjör och riksdagsman. Han var bror till Axel Söderblom.
Söderblom blev student vid Uppsala universitet 1863, arbetade som elev vid Forsbacka mekaniska verkstad, tjänstgjorde som verkstadsföreståndare vid Klosterverken 1866–1871 och vid Hällefors styckebruk 1871–1877 samt bildade 1877 Söderbloms Gjuteri AB i Eskilstuna, som bland annat gjorde sig känt för tillverkning av kaminer. I riksdagen var han ledamot av andra kammaren 1885–1890, första mandatperioden invald i Eskilstuna och Torshällas valkrets.